# Герман I (граф Равенсберга)
Герман I (Hermann I. von Ravensberg; ок. 1090—1144) — граф Равенсберга.
Единственный сын графа Кальвелаге Германа I (из рода графов Вердена) и Этелинды, дочери Оттона Нордхеймского.
Графы Кальвелаге около 1100 года получили в лен земли в Вестфалии, на которых построили замок Равенсберг, и с 1140 года перенесли туда свою резиденцию и стали называть себя графами равенсбергскими.
Герман I был сторонником Лотаря Суплинбургского и с его помощью округлил свои владения, в числе которых были замки Халле, Вертер, Боргхольцхаузен, Ферсмольд, Йолленбек.
Жена — Юдит, дочь графа Оттона II Цютфенского. Дети:
- Оттон I (ум. 1170), граф Равенсберга
- Генрих (ум. 1185), граф Равенсберга
- Гедвига, жена графа фон Дале Герхарда I фон Геннегау (умер в 1166).